# Ippolito Neri
Ippolito Neri (Empoli, 26 novembre 1652 – Empoli, 22 gennaio 1709) è stato un poeta italiano.

## Biografia
Scrisse un poema eroicomico in ottave intitolato "La presa di San Miniato" che narra la conquista (fantastica) di San Miniato da parte degli Empolesi con un esercito composto da fanti e da capre. Il lavoro fu pubblicato postumo nel 1764.
Nel 1700 pubblicò un volumetto dal titolo Saggi di rime amorose sacre, ed eroiche dedicate all'altezza sereniss.ma Ferdinando Terzo principe di Toscana.